# Wilder Viera
Wilder Viera Caballero (Ypané, Departamento Central, 4 de marzo de 2002) es un futbolista paraguayo que juega de mediocampista y su actual equipo es Cerro Porteño de la Primera División de Paraguay.

## Trayectoria
Inició a los 9 años en la escuela de fútbol de Cerro Porteño e hizo todas las divisiones formativas. Además, fue capitán de la selección de Paraguay en la categoría sub-15 y sub-17, incluso mundialista con la citada última categoría de la albirroja.
Debutó en la Primera División de Paraguay con Cerro Porteño el 2 de agosto de 2020, en un partido por la jornada 11 del Torneo Apertura, en el que su equipo ganó 4-1 al Club Sportivo San Lorenzo y Viera ingresó al minuto 66' en sustitución de Mathías Villasanti.
Más tarde, fue transferido en condición de préstamo al Club General Caballero de Juan León Mallorquín donde logró destacarse en el Torneo Clausura 2022 y finalizado el préstamo, regresó a su club de origen.
El 9 de junio de 2023, renovó su contrato con Cerro Porteño para seguir siendo parte del plantel hasta el año 2026.

## Palmarés

### Títulos nacionales
| Título           | Club          | País     | Año    |
| ---------------- | ------------- | -------- | ------ |
| Primera División | Cerro Porteño | Paraguay | 2020-A |
| Primera División | Cerro Porteño | Paraguay | 2021-C |

### Títulos internacionales
| Título                   | Equipo          | Sede      | Año  |
| ------------------------ | --------------- | --------- | ---- |
| Preolímpico Sudamericano | Paraguay Sub-23 | Venezuela | 2024 |